# Yū Nagashima
Pour les articles homonymes, voir Nagashima (homonymie).
Yū Nagashima (長嶋 有, Nagashima Yū, né le 30 septembre 1972 à Sōka, préfecture de Saitama) est un écrivain japonais.

## Biographie
Nagashima grandit à Hokkaidō. Il étudie la littérature japonaise à l'université Tōyō. Il commence à écrire déjà au cours de ses études et il reçoit en 2001 le prix des jeunes auteurs de la revue littéraire Bungakukai pour sa nouvelle Le Chien dans le side-car. L'année suivante il est lauréat du prix Akutagawa pour Ma mère à toute allure.
En 2007, il est récompensé du prix Kenzaburō Ōe financé par l'éditeur Kōdansha pour Yūko-chan no chikamichi. Deux de ses romans ont été adaptés pour la télévision. Par ailleurs, Nagashima écrit des critiques de jeux informatiques sous le pseudonyme Burubon Kobayashi et des poèmes haïku sous le nom Kenkō Nagashima (長嶋 肩甲, Nagashima Kenkō).

## Liste des œuvres traduites en français
- 2001 : Ma mère à toute allure (猛スピードで母は), précédé de Le Chien dans le side-car (サイドカーに犬), deux nouvelles traduites par Marie Maurin, Editions Philippe Picquier, 2010 ; Picquier poche, 2013.
- 2006 : Barococo (夕子ちゃんの近道), roman traduit par Marie Maurin, Editions Philippe Picquier, 2009 ; Picquier poche, 2012.

## Source de la traduction
- (de) Cet article est partiellement ou en totalité issu de l’article de Wikipédia en allemand intitulé « Yū Nagashima » (voir la liste des auteurs).